# Астра новобельгийская
Symphyotrichum novi-belgii — вид многолетних травянистых растений рода Symphyotrichum.
Устаревшие, но широко используемые русские названия: А́стра новобельги́йская, Астра вирги́нская.

## Таксономия

### Синонимы
- Aster johannensis Fernald
- Aster longifolius var. villicaulis A. Gray
- Aster novi-belgii L.
- Aster novi-belgii subsp. johannensis (Fernald) A.G. Jones
- Aster novi-belgii var. johannensis (Fernald) A. G. Jones
- Aster novi-belgii var. villicaulis (A. Gray) B. Boivin[1]

### Разновидности
По данным The Plant List:
- Symphyotrichum novi-belgii var. crenifolium (Fernald) Labrecque & Brouillet
- Symphyotrichum novi-belgii var. elodes (Torr. & A.Gray) G.L.Nesom
- Symphyotrichum novi-belgii var. novi-belgii
- Symphyotrichum novi-belgii var. tardifolium
- Symphyotrichum novi-belgii var. villicaule (A.Gray) Labrecque & Brouillet

## Распространение и экология
Восточные районы Северной Америки. Растет повсеместно до таёжной зоны.
Как одичавшие и натурализовавшиеся встречаются в нарушенных полуприродных местообитаниях возле мест культивирования в Европе, России, на Украине.

## Ботаническое описание
Корневищный многолетник.

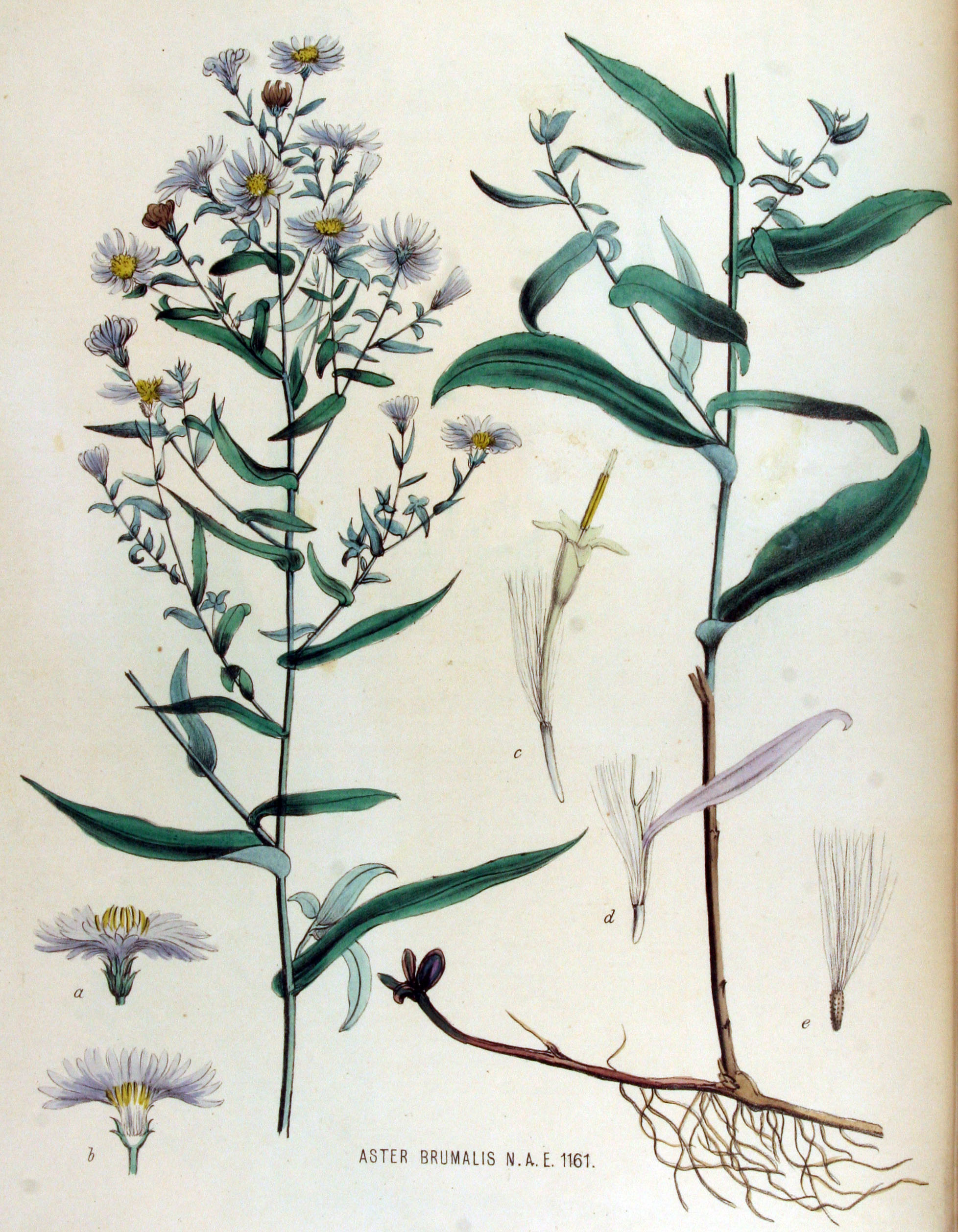

Форма куста обратнопирамидальная, высота от 50 до 150 см. Кусты густооблиственные.
Стебли густоветвистые в верхней части, голые или волосистые, в зависимости от сорта.
Листья линейно-ланцетные с тупыми основаниями, очередные, сидячие
Соцветия относительно крупные, метельчатые, состоящие иногда из 200 корзинок диаметром до 2 см.
Язычковые цветки многочисленные, обычно лиловые. Некоторые сорта имеют другую окраску. У некоторых сортов язычковые цветки расположены в несколько рядов, полностью прикрывая жёлтые трубчатые цветки, что создает впечатление махровости.
От Symphyotrichum lanceolatus отличается более рыхлой обёрткой и в разной степени отогнутыми внешними листочками. У S. lanceolatus сравнительно узкие, обычно менее 1 см, листья без стеблеобъемлющего основания, краевые цветки часто белые, а листочки обертки длиной менее 5 мм.

## В культуре
В культуре с 1686 года.

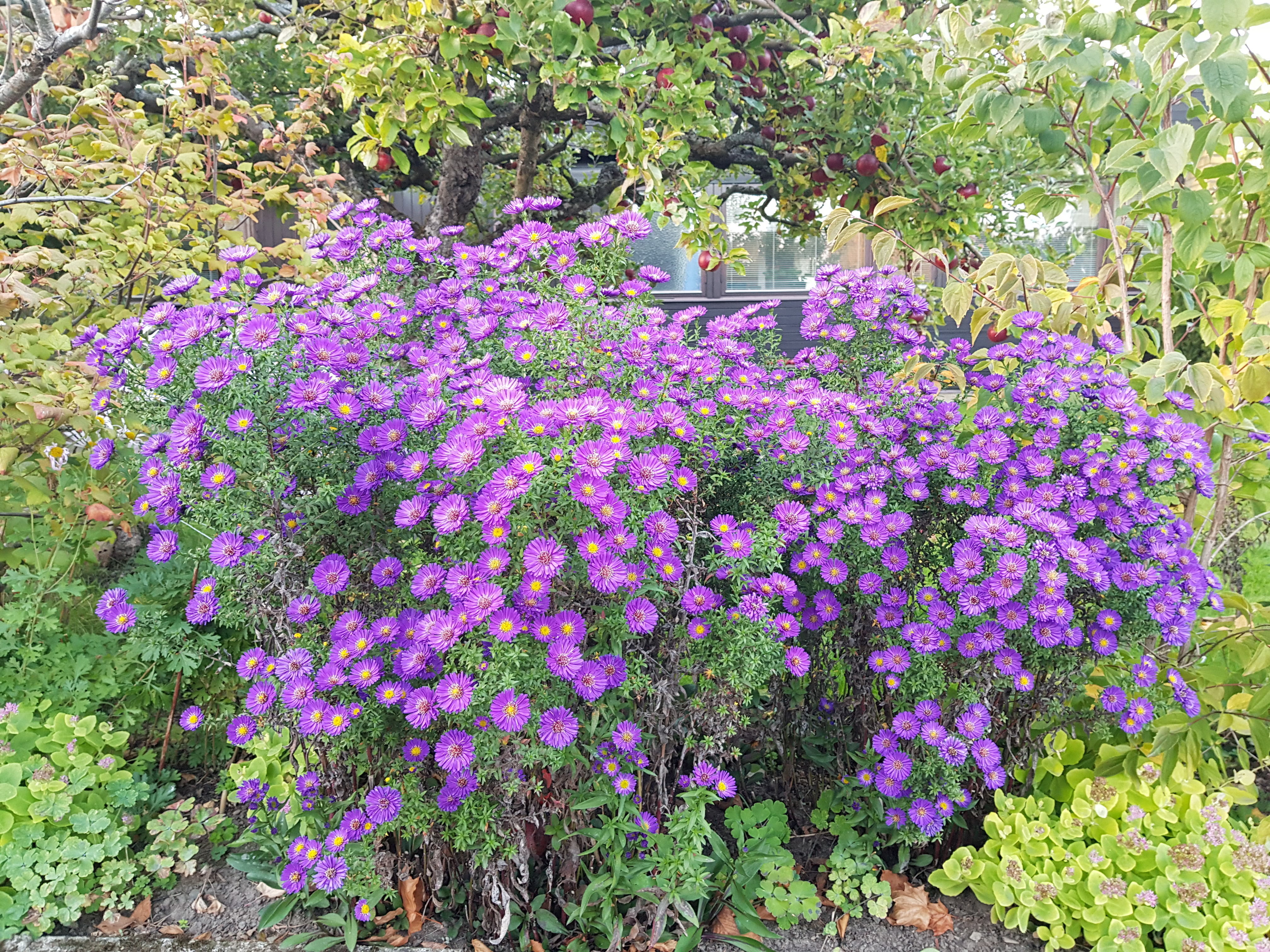
Астры новобельгийские в саду

В России в 1911 году А. Д. Воейков называл их «дикими астрами» и «морозными цветами» и распространял по Каталогу питомников по цене 75 копеек за десяток.
В Москве Symphyotrichum novi-belgii цветёт примерно с 26 августа по 4 октября. В средней полосе России цветение большей части сортов с сентября.
Рекомендуется осуществлять посадку в солнечных местах. Морозостойкость высокая. Английские садоводы советуют ежегодно подсыпать компост осенью или весной.
Пересадку осуществляют один раз в 3—4 года.
Размножение: делением куста (весной), зелёными черенками и семенами.
Многие сорта часто поражаются мучнистой росой.
Используется на срезку для разнообразных аранжировок и букетов. Как декоративное красивоцветущее растение Symphyotrichum novi-belgii используют для разнообразных посадок на фоне зелёного газона. Имеется много интересных сортов этого вида.

## Первичныегибриды
В природе Symphyotrichum novi-belgii легко скрещивается с Symphyotrichum anticostense, Symphyotrichum ciliolatum, Symphyotrichum lanceolatum и Symphyotrichum lateriflorum.
- Symphyotrichum ×salignus (Астра ивовая) является результатом гибридизации типовых разновидностей Symphyotrichum lanceolatum и Symphyotrichum novi-belgii. Следует иметь в виду, что само разграничение родительских видов на Атлантическом побережье в зоне их совместного произрастания часто затруднительно[4].

## Популярные сорта

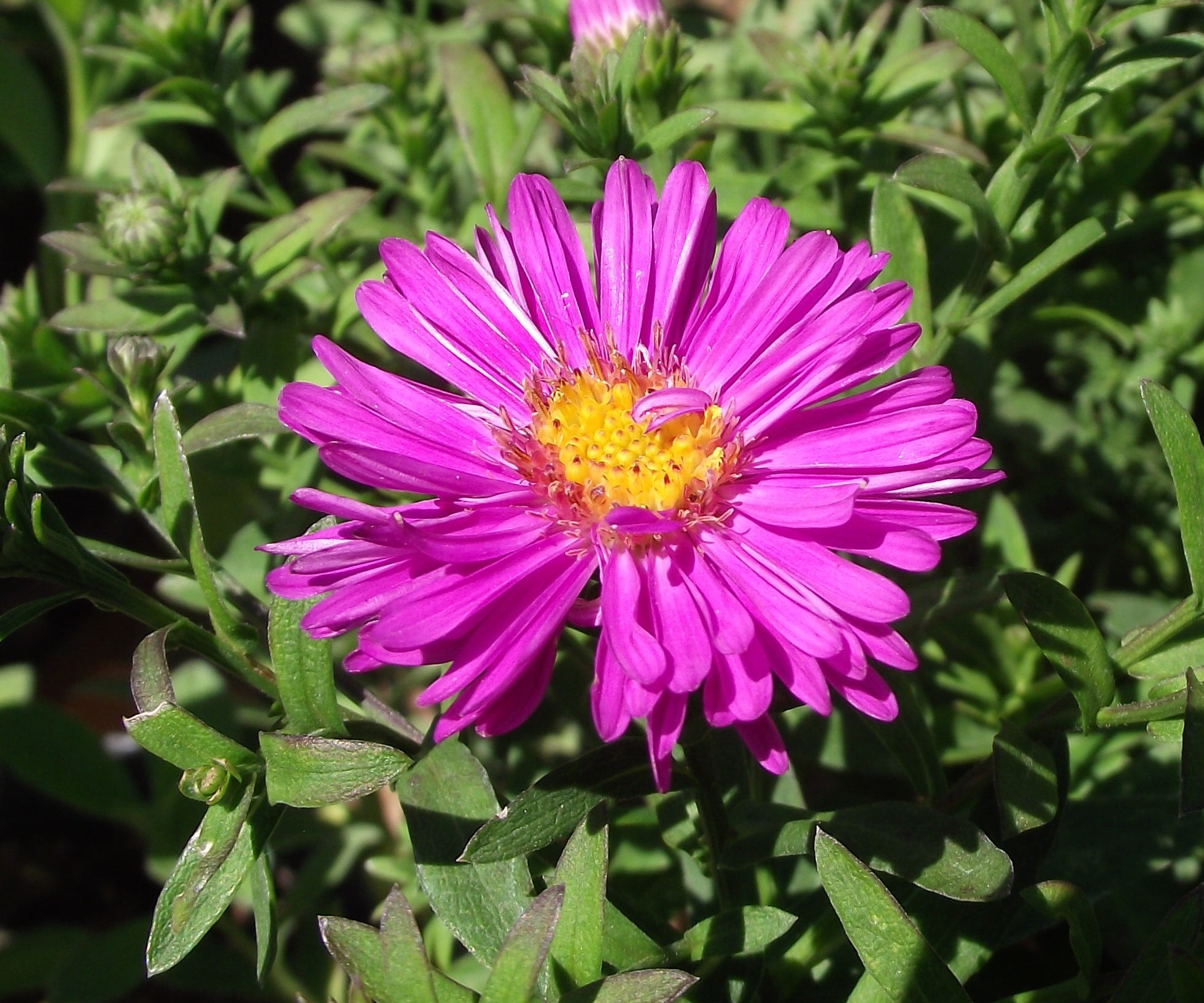
Сорт 'Alert'

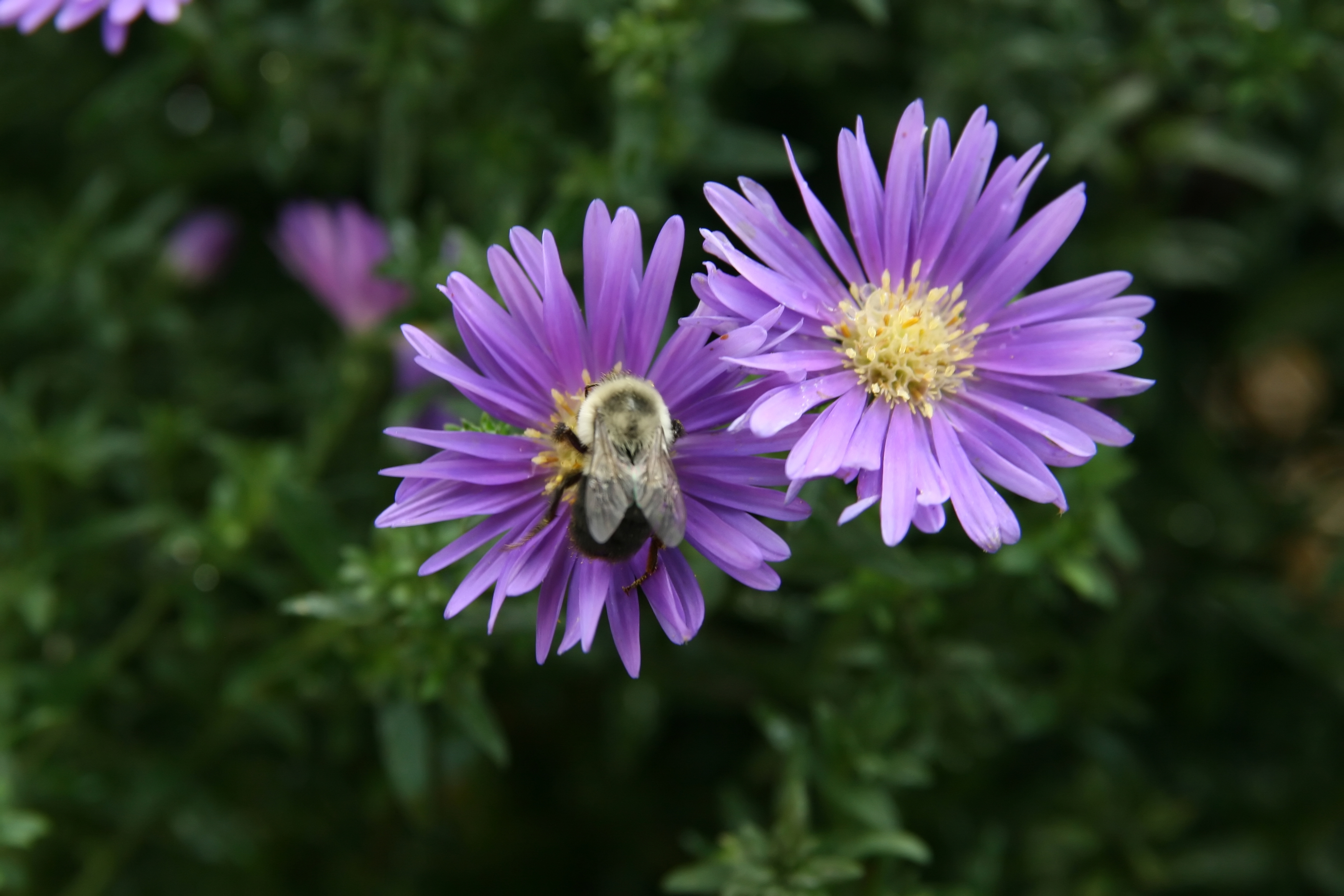
Сорт 'Celeste'

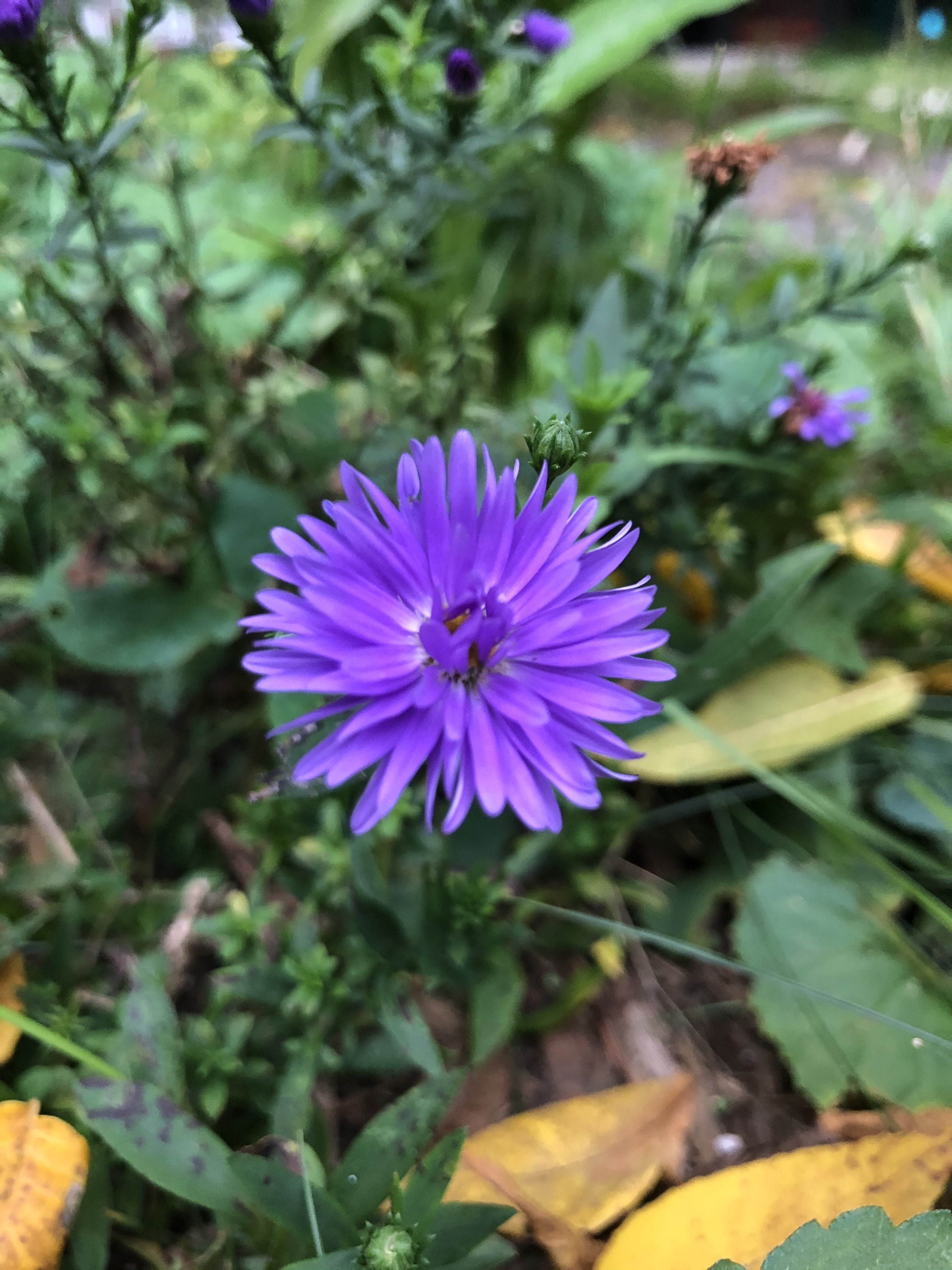
Сорт 'Dragon Blue'

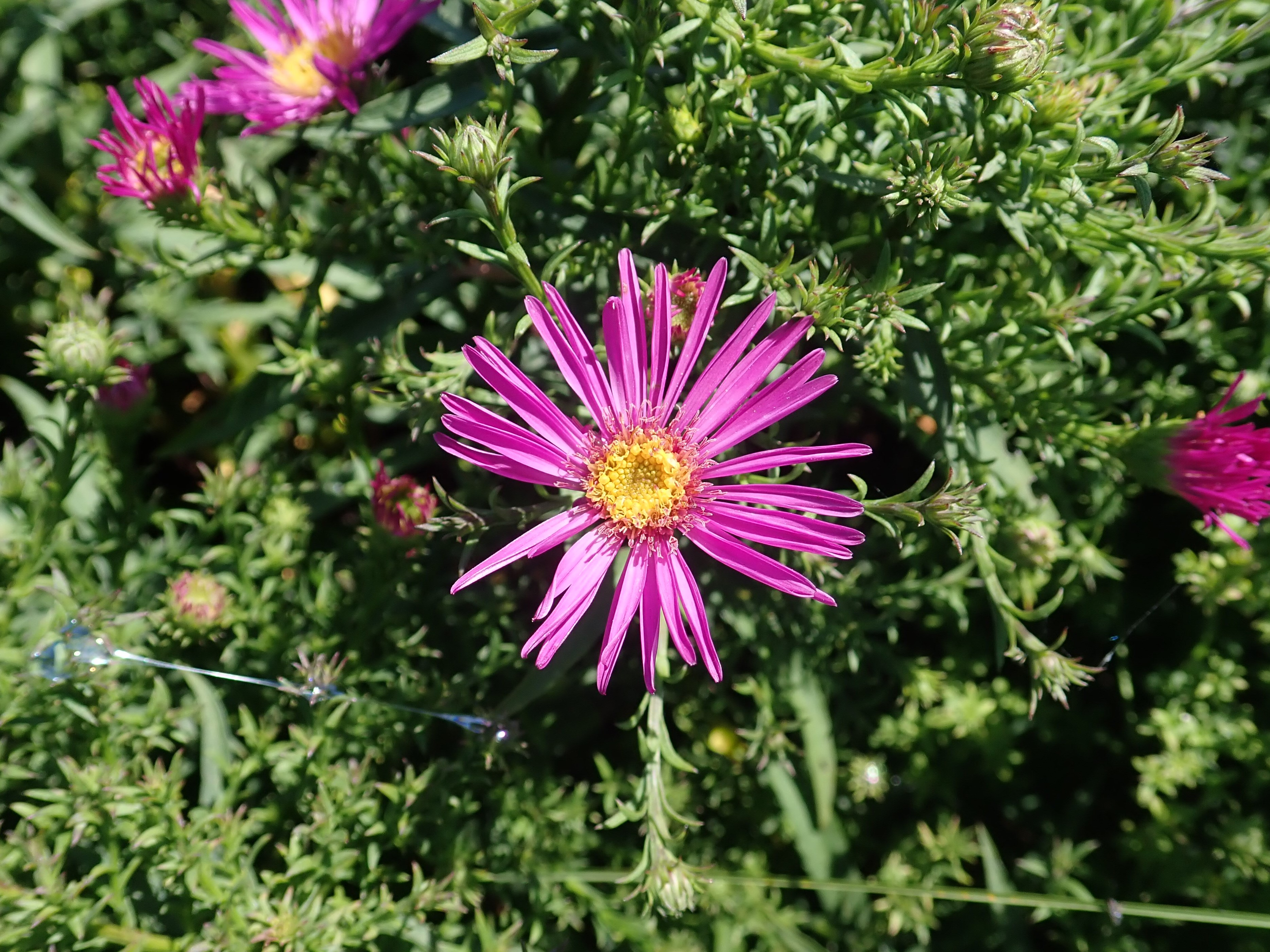
Сорт 'Jenny'

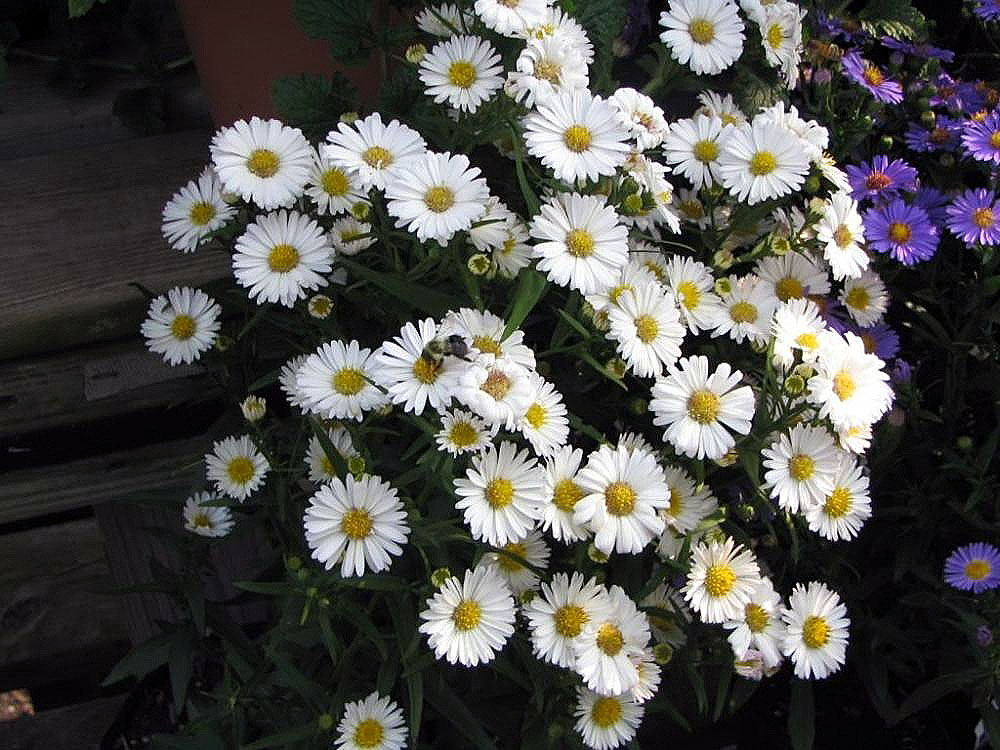
Сорт 'Margrethe Viking'

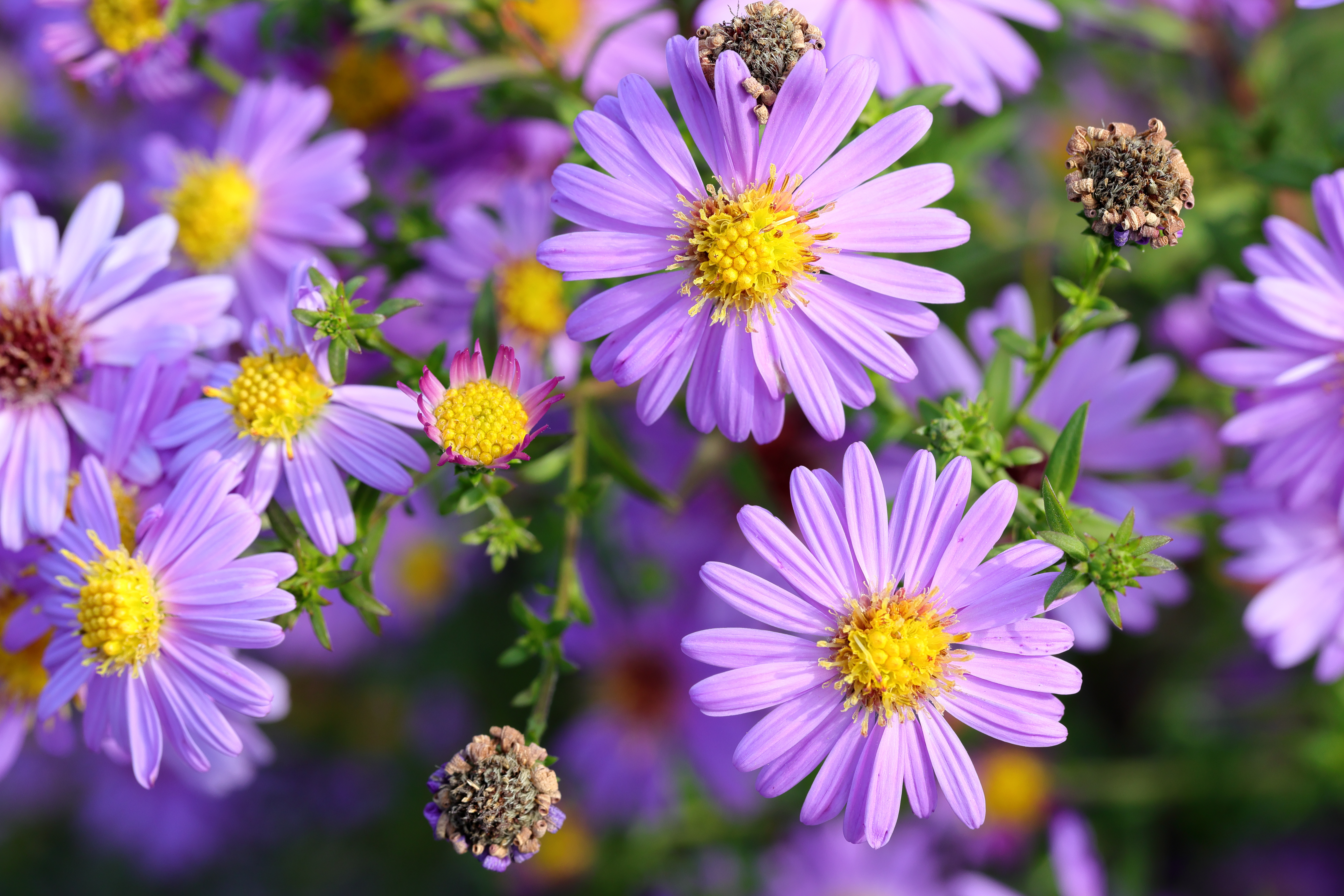
Сорт 'New Variations Mélange'

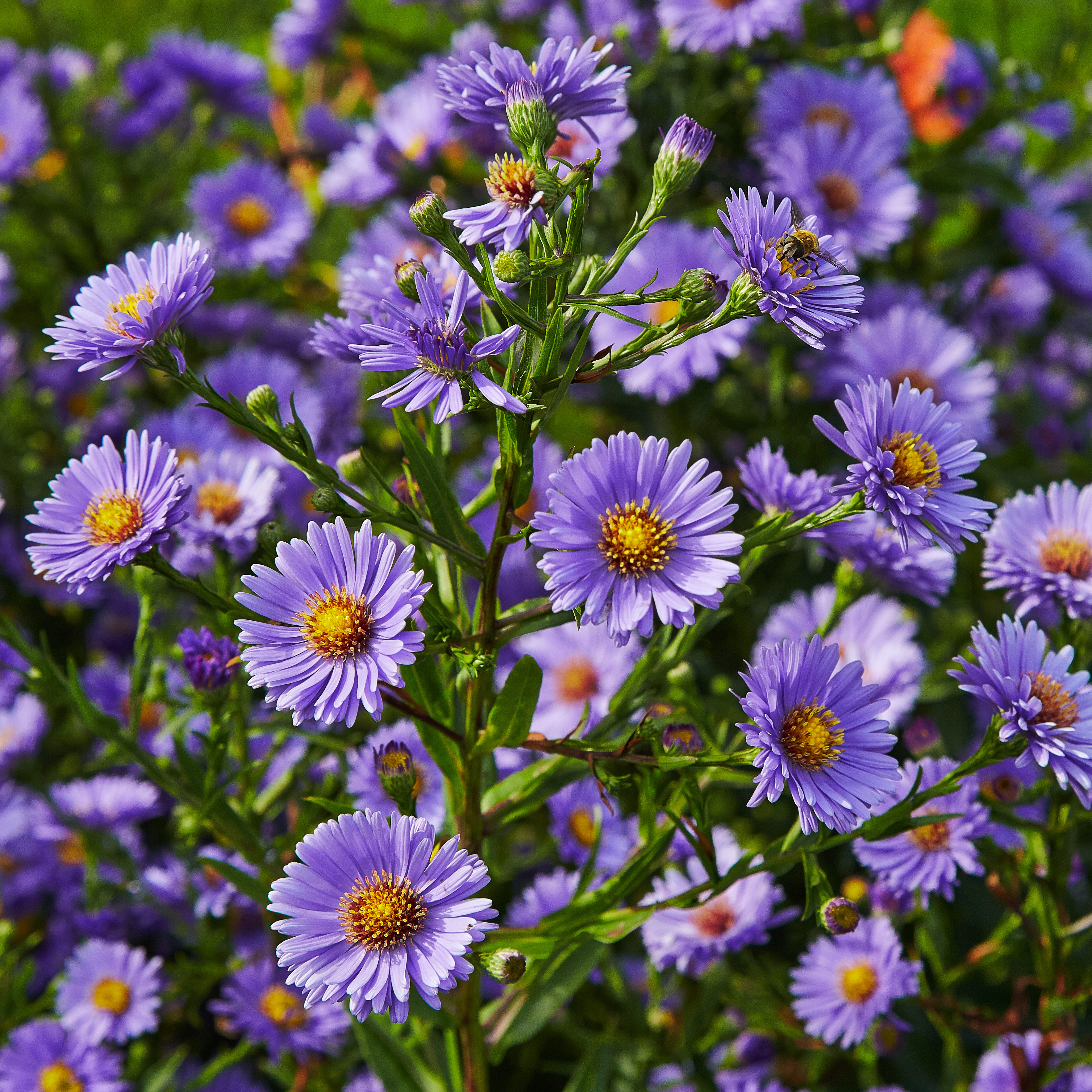
Сорт 'Royal Blue'

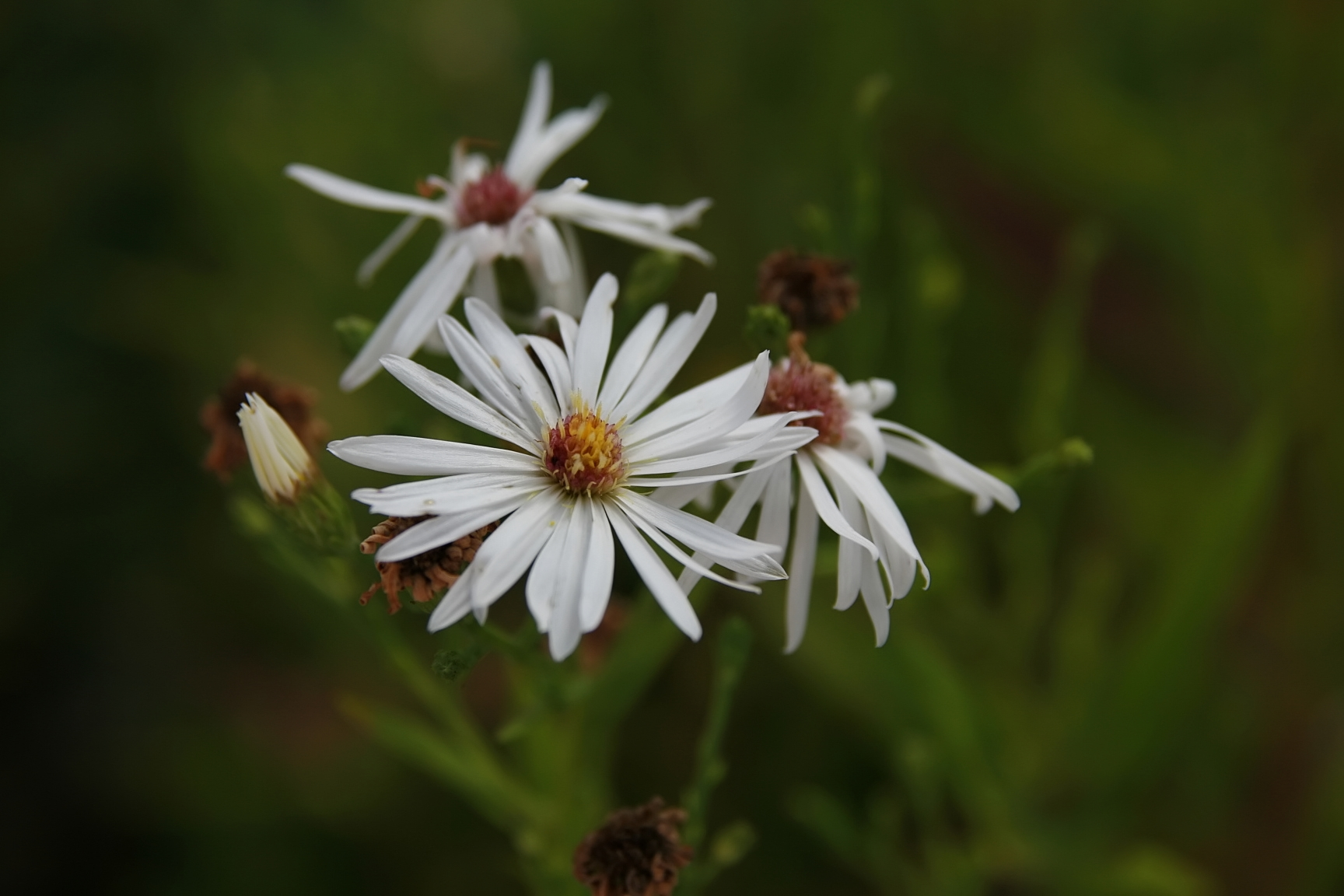
Сорт 'White Opal'

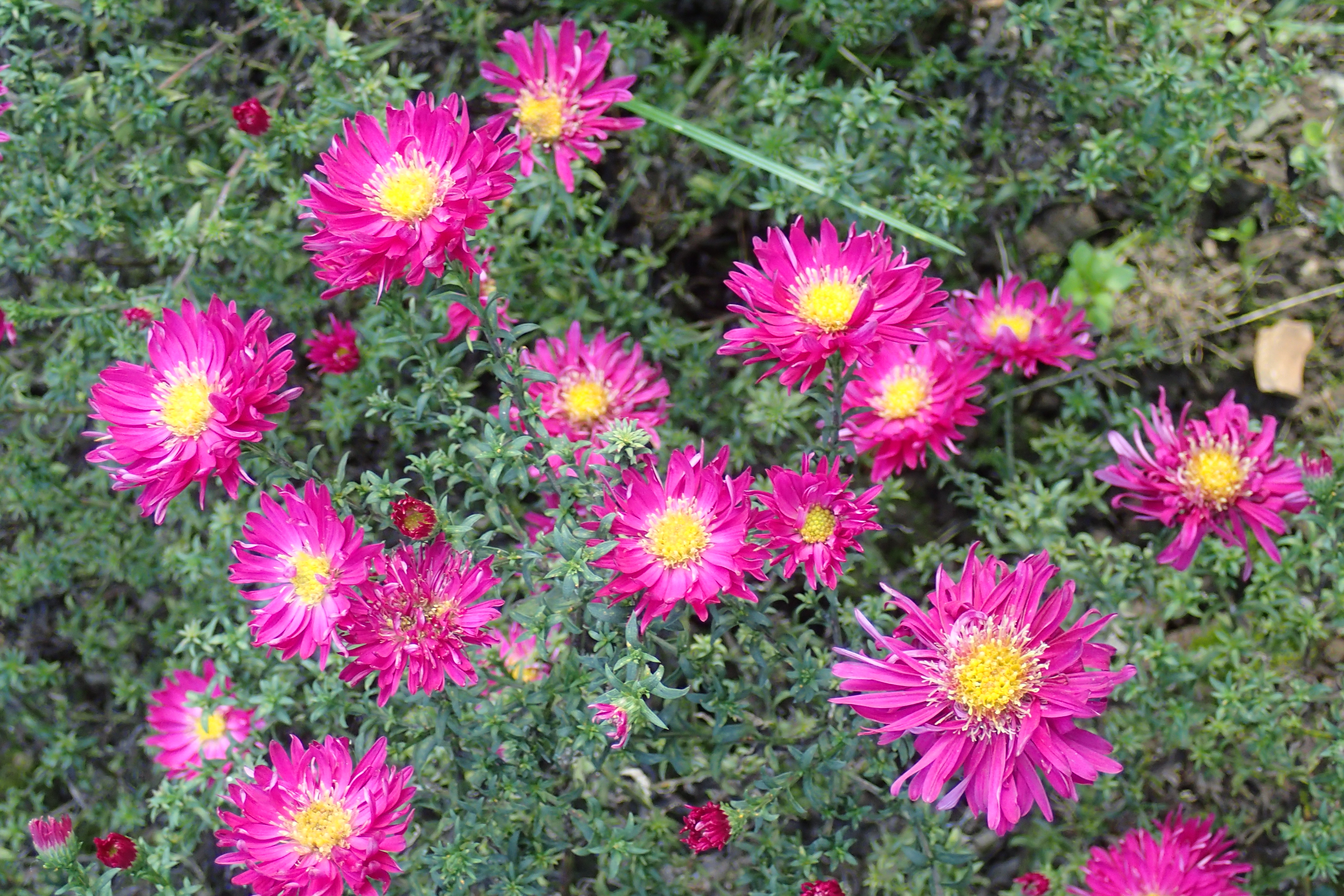
Сорт 'Winston Churchill'

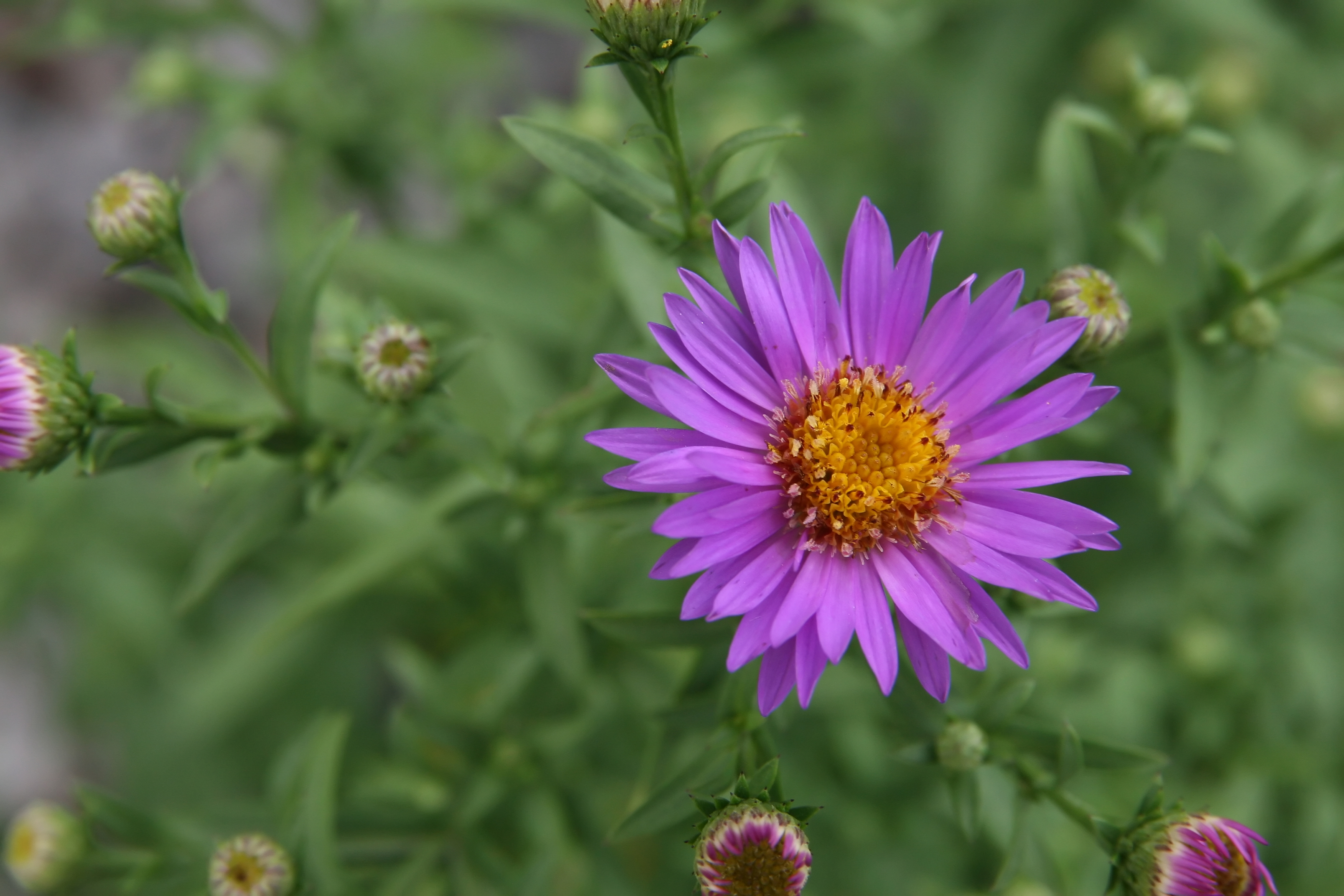
Сорт 'Woods Purple'

В культуре Symphyotrichum novi-belgii скрещивали с Symphyotrichum dumosum, Symphyotrichum ericoides, Symphyotrichum laeve и другими. Интенсивная селекционная работа позволила получить около 1000 наименований сортов, из которых на настоящий момент около трети выращивается. Сорта могут сильно отличаться друг от друга, как высотой растений ('Professor Anton Kippenberg' — 60 см, 'Blaue Nachhut' — 1,2 м), и размерами соцветий (от 1,5 до 5 см), так и окраской цветков.
- 'Ada Ballard'. Язычковые цветки ярко-голубые, трубчатые — жёлтые.
- 'Alert'. Сорт относительно низкорослый. Язычковые цветки тёмно-красные[8].
- 'Anita Webb'. Язычковые цветки сиреневые, трубчатые — жёлтые.
- 'Amethyst'. Высота растений до 1 м. Корзинки полумахровые, язычковые цветки в 5-6 рядов, тёмно-лиловые; трубчатые — светло-жёлтые. Цветёт 30—35 дней.
- 'Audrey'. Сорт относительно низкорослый. Язычковые цветки фиолетовые[9].
- 'Ballatd'. Высота растений до 1 м. Цветение обильное. Соцветия 3 см в диаметре. Язычковые цветки ярко-розовые.
- 'Beauty of Calval'. Высота около 90—100 см. Куст довольно плотный. Соцветия махровые, шаровидные, рыхлые, изящные. Беловато-сиреневые с жёлтым диском. Диаметр соцветия 5—5,5 см. Цветение очень обильное, в течение 40—50 дней, начиная с сентября[10].
- 'Beechwood Rival'. Высота растений до 70 см. Язычковые цветки пурпурно-красные. Цветёт 30—35 дней.
- 'Blaukuppel'. Высота растений около 100 см. Соцветия синие с жёлтым центром. Цветение с середины сентября до октября. Сорт устойчив к мучнистой росе[11].
- 'Blue Gem'. Высота около 130 см. Куст не очень плотный, крайние побеги часто падают. Соцветия вначале махровые, полушаровидные, затем полумахровые, слегка чашевидные, сиренево-голубые с жёлтым диском, который вначале не видно из-за язычковых цветков. Диаметр соцветия 3,5—4 см. Цветение с сентября в течение месяца. Сорт поражается мучнистой росой[10].
- 'Chequers'. Язычковые цветки фиолетовые, трубчатые — жёлтые.
- 'Ethel Ballard'. Высота 100—110 см. Куст плотный. Соцветия простые, розовато-сиреневые с жёлтым диском, который затем буреет. Диаметр соцветия около 3 см. Отцветшие цветки снижают декоративность. Цветение с середины августа[10].
- 'Herbst Wunder'. Высота растений до 90 см. Куст прямой, стройный, хорошо облиствённый. Язычковые цветки чисто-белые, трубчатые — жёлтые. Соцветия мелкие, 2,5 см в диаметре. Цветет 40—45 дней.
- 'Dauerblau' Karl Foerster, 1950. Высота куста 120—150 см. Ширина около 50 см. Язычковые цветки синие, трубчатые — жёлтые. Цветение в сентябре-октябре.
- 'Dick Ballard'. Высота растений до 1 м. Соцветия около 3 см в диаметре. Язычковые цветки розовые. Цветёт 30—35 дней.
- 'Island Tonga'. Соцветия фиолетового цвета с жёлтым центром. Высота растения около 60 см[12].
- 'Nancy Ballard'. Куст высотой 100—110 см, рыхлый, боковые побеги падают. Соцветия полумахровые, затем простые, чашевидные, 3,5—4 см в диаметре, тёмно-вишневые с жёлтым диском. Цветёт с начала сентября. Сорт поражается мучнистой росой[10].
- 'Lederstrumpf'. Высота растений около 100 см. Соцветия полудвойные, светло-синие[12].
- 'Lady in Blue'. Высота растений около 120 см. Язычковые цветки синие, трубчатые — жёлтые[13]. По всей видимости в культуре присутствует ещё один сорт гибридного происхождения с таким же сортовым эпитетом Aster 'Lady in Blue'. Куст полусферический, высотой около 40 см. Язычковые цветки синие, трубчатые — жёлтые. Цветение в сентябре. Зоны морозостойкости: 3—9[14][15].
- 'Lady Frances'. Высота растений около 90 см. Соцветия двойные, розовые. Цветение в октябре-ноябре[12].
- 'Mary Ballard'. Куст рыхлый, высотой около 110 см. Соцветия махровые, затем полумахровые, полушаровидные, крупные, до 6 см в диаметре, сиренево-голубые с ярко-жёлтым диском. Диаметр соцветия до 6 см. Зацветает во второй половине августа[10].
- 'Mont Blanc'. Высота около 130 см. Соцветие махровое, полушаровидное, вначале цветения белое, позже приобретает сиренево-розовую окраску. Жёлтый диск становится виден, когда соцветие отцветает. Нераспустившиеся бутоны имеют слегка желтоватый оттенок. Диаметр соцветия около 4 см. Цветение с начала сентября. Сорт подвержен заболеванию мучнистой росой[10].
- 'Jenny' (syn. Aster dumosus 'Jenny'). Высота растений 40—50 см. Соцветия полумахровые, пурпурно-красные с жёлтым диском. Зоны морозостойкости от 4 до более тёплых[16][17].
- 'Julia'. Высота растений около 100 см. Соцветия двойные, розово-белые. Цветение в сентябре-октябре[12].
- 'Octoberfest'. Высота растений до 1 м. Корзинки до 3,5 см в диаметре, полумахровые, язычковые цветки в 6-7 рядов, голубые. Цветет 30-35 дней.
- 'Patricia Ballard'. Высота растений 90—130 см. Куст плотный, но крайние побеги слегка полегают. Соцветия полумахровые, сиренево-розовые, около 4,5 см в диаметре. Цветение с конца сентыюря. Используется в качестве бордюрного растения[10][18].
- 'Plenty'. Высота растений до 1,4 м. Куст ветвистый. Соцветия многочисленные, крупные, до 4 см в диаметре, многочисленные. Язычковые цветки густо-розовые.
- 'Professor Anton Kippenberg' (syn. 'New York Aster', 'Michaelmas Daisy'). Высота растений 30—38 см, ширина 38—45 см[19]. Согласно другому источнику 60 см[7]. Язычковые цветки синие, трубчатые жёлтые. В идеальных условиях куст может расти около 8 лет[19]. По информации из другого источника язычковые цветки фиолетово-голубые. USDA-зона: 4—8[20]. Цветение: с середины сентября по октябрь включительно[7].
- 'Porzellan'. Высота растений 50—60 см, ширина 30—45 см. Соцветия бледно-лавандовые с жёлто-зелёным центром. До июля побеги прищипывают для получения подушковидной формы куста[21]. Цветение: с начала сентября до начала ноября[7].
- 'Rosa Perle'. Старый сорт. Гибрид между Aster novi-belgii и Aster laevis[22]. Высота растений около 100 см. Соцветия розовые, цвет бледнеет по направлению к центру. Цветение в сентябре-октябреhttp:[12].
- 'Royal Blue'. Высота растений до 1,2 м. Куст пышный, хорошо облиствённый. Соцветия относительно крупные, 3,5—4 см в диаметре. Язычковые цветки редкого фиолетово-синего цвета. Цветет с конца лета.
- 'Royal Ruby'. Высота растений около 90 см. Язычковые цветки тёмно-красные. Цветение: август-сентябрь[23].
- 'Rut Ballard'. Высота растений до 1 м. В верхней части куст ветвистый. Соцветие состоит из розовых язычковых цветков и жёлтых трубчатых, 3 см в диаметре.
- 'Sunset'. Высота растений до 1,2 м. Куст раскидистый. Соцветия 3 см в диаметре, язычковые цветки в 2-3 ряда густо-малиновые, обильно покрывают весь куст. Цветёт 30—35 дней.
- 'Saturn'. Высота растений до 1,5 м. Куст раскидистый. Язычковые цветки нежно-голубой окраски. Диаметр соцветия 4 см. Цветение обильное. Цветёт 25—30 дней.
- 'Sam Benham'. Высота растений до 1,4 м. Куст прямой, плотный, хорошо облиствённый. Соцветия 3,5 см в диаметре, язычковые цветки — белые; трубчатые жёлтые. Цветет с середины сентября 30—35 дней. Успевает дать семена[5].
- 'White Climax'. Цветение: с середины августа до начала октября[7].
- 'Winston Churchill' (syn. 'Winston S. Churchill'). Язычковые цветки пурпурно-красные, трубчатые жёлтые. Высота растения: 45—90 (120) см, ширина около 60 см[12][24]. Зоны морозостойкости: 4a—8b[25].
- 'White Lady'. Соцветия чисто белого цвета с жёлтым центром. Высота растения около 110 см[12].